# Renato Brunello
Renato Brunello (San Giorgio, 1 de fevereiro de 1953) é um escultor italiano.Desde 1975 reside na cidade paulista de Cotia.

## Biografia
Brunello estudou na Escola de Artes de Veneza. Ainda na adolescência, iniciou a carreira e teve seu talento reconhecido recebendo prêmios em exposições na Itália.

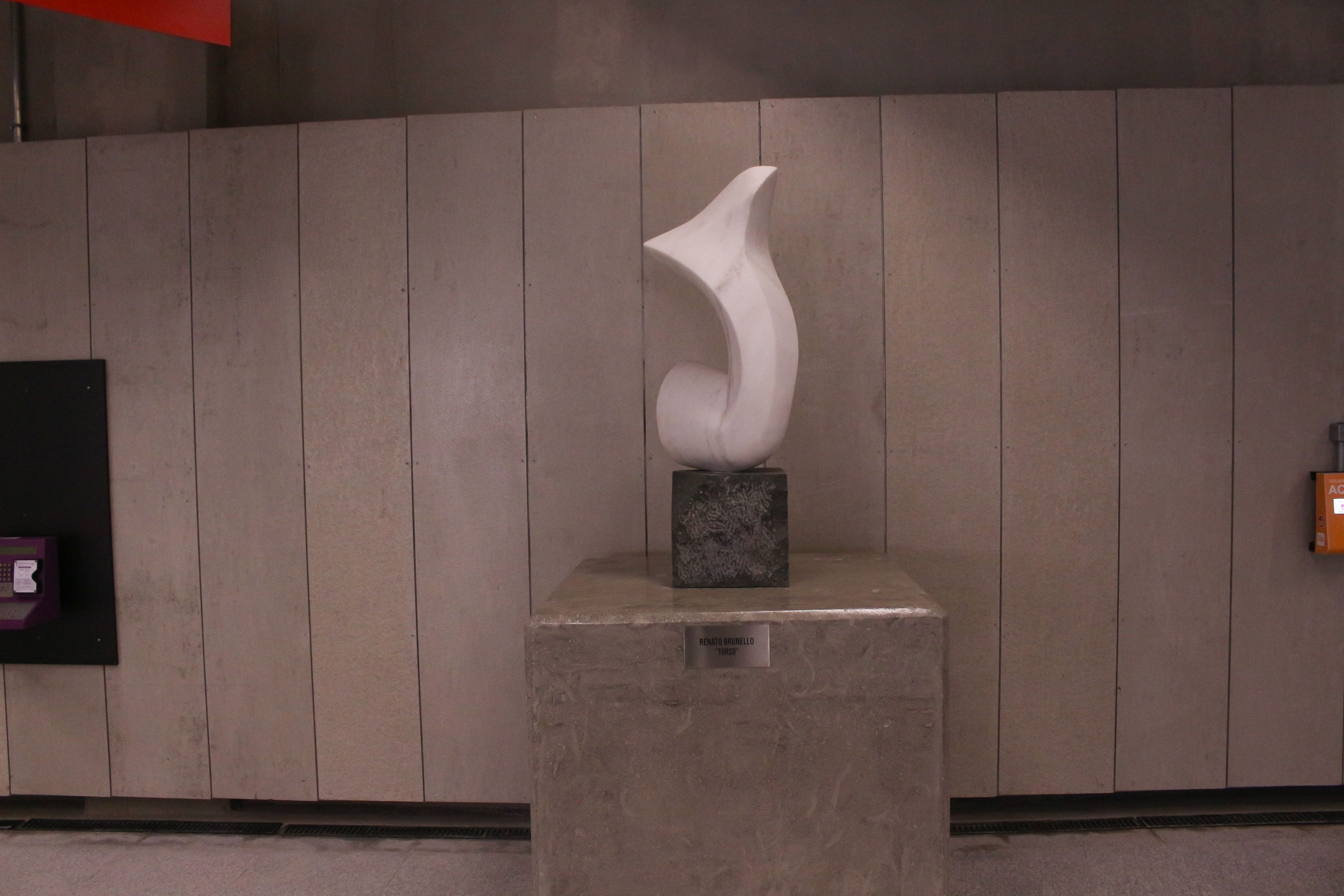
Escultura "Torso", de Renato Brunello.

Aos 21 anos chegou ao Brasil e continuou a esculpir e apresentar suas obras, que podem ser vistas em lugares movimentados e abertos ao público. Duas delas em estações do metrô de São Paulo e outra em estação da CPTM.
O artista produz em seu ateliê esculturas de mármore, pelas quais é conhecido, mas também faz peças de madeira e bronze.